# Guntorps herrgård

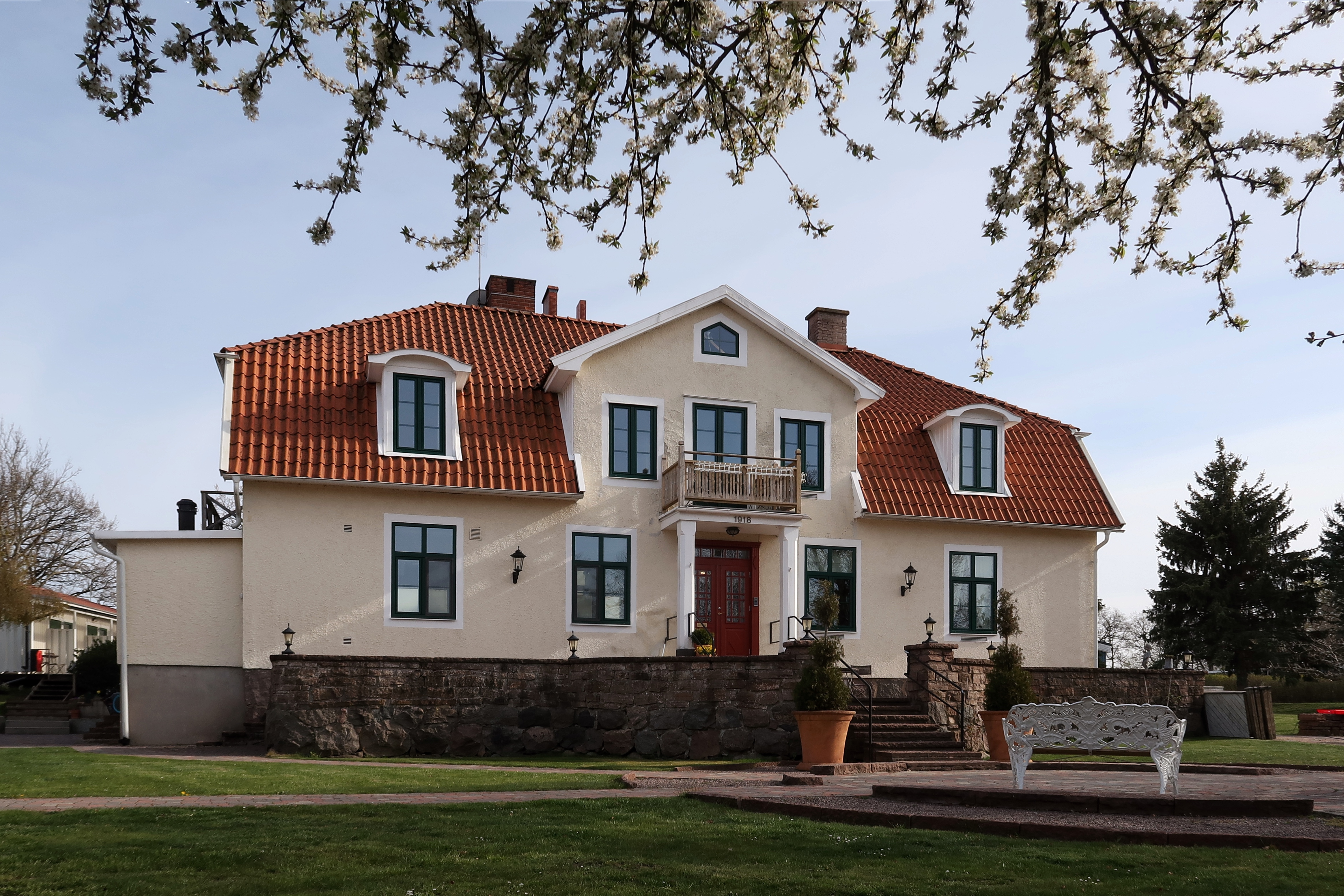
Guntorps herrgård, Borgholm.

Guntorps herrgård är belägen sydost om Borgholm i Borgholms kommun på Öland och är numera hotell- och konferensanläggning.

## Historia
Gården byggdes 1918 för fröken Gunborg Sjögrens räkning. Det var hennes far, direktör Carl Sjögren på Stora Nyborg (numera Borgholms Folkets Hus), som skapade jordbruksfastigheten med hjälp av sina egna marker och sannolikt också jord från intilliggande byn Kolstad.
1945 förvärvade Borgholms stad fastigheten. Här har sedan dess funnits barnkoloni under sommaren, hushållsskola för kvinnor, ett av de tidigare It-företagen och ett tryckeri. I början av 1980-talet stod herrgården öde i fyra år, tills entreprenören Ulf Olsson köpte fastigheten.  Olsson byggde till fyra annex som han inredde till hotellrum. Även huvudbyggnaden byggdes ut med en restaurang och spa-del. Sedan 2010 äger Kamilla Balcer Bednarska verksamheten. Hon har fortsatt renoveringen i Ulf Olsson anda.